# Константиновка (Калужская область)
Константиновка — деревня в Перемышльском районе Калужской области России. Входит в сельское поселение деревня Григоровское.

## География
Расположена примерно в 18 километрах на восток от районного центра — села Перемышль. Рядом деревня Григоровское.

## Население
| 2002 | 2010 |
| ---- | ---- |
| 193  | ↘190 |

## История
В атласе Калужского наместничества, изданного в 1782 году, — Констентиновка, обозначена на карте и упоминается как деревня Перемышльского уезда

Деревня Констентиновка с пустошами Анны Алексеевны Хитровой.— Описания и алфавиты к Калужскому атласу Ч.2.
В 1858 году деревня (вл.) Константиновка (Константиновское) 1-го стана Перемышльского уезда, при колодцах, 25 дворах и 172 жителях, по левую сторону Одоевского тракта.
К 1914 году Константиновка — деревня Желовской волости Перемышльского уезда Калужской губернии. В 1913 году население — 248 человека.
В годы Великой Отечественной войны деревня была оккупирована войсками Нацистской Германии с начала октября по 24 декабря 1941 года. Освобождена в ходе Калужской наступательной операции частями 50-й армии генерал-лейтенанта И. В. Болдина.